# Axelledens muskler
Axelledens muskler

## Ytliga ryggmusklerna
| Muskel               | Ursprung | Fäste                                                                        | Funktion                                                 |
| -------------------- | --- | ---------------------------------------------------------------------------- | -------------------------------------------------------- |
| m. trapezius         | ligament nuchae som löper från skallbasen till C VII och vidare ner längs ryggkotornas utskott (processus spinosus vertebrae) från den sjunde och sista cervikalkotan C VII (cervikal lordos) till den tolfte och sista thorakalkotan Th XII (thorakal kyfos) | clavicula (pars lateralis), acromion, spina scapulae                         | Lyft, adduktion och inåt-/utåtrotation av skulderbladet. |
| M. latissimus dorsi  | Ryggkotornas utskott (processus spinosus vertebrae) Th VI–XII, L I–V, fascia thoracolumbalis, os ilium (crista iliaca) och os sacrum. | Crista tuberculi minoris på humerus                                          | Extension, adduktion och inåtrotation av humerus         |
| M. levator scapula   | Processus transversus C I–IV | Margo medialis scapulae (från angulus superior scapulae till spina scapulae) | Lyft                                                     |
| M. rhomboideus major | Processus spinosi C VII, Th I–IV | margo medialis scapulae                                                      | Lyft, adduktion och inåtrotation av skulderbladet        |
| M. rhomboideus minor | Processus spinosi C VI–VII | Margo medialis scapulae                                                      | Lyft, adduktion och inåtrotation av skulderbladet        |

## Ytliga bröstmusklerna
| Muskel               | Ursprung | Fäste                                                          | Funktion                                                                                  |
| -------------------- | --- | -------------------------------------------------------------- | ----------------------------------------------------------------------------------------- |
| M. pectoralis major  | Clavicula (pars medialis), sternum (pars ventralis), de sex övre revbensbrosken och m. obliquus externus abdominis aponeuros. | Crista tuberculi majoris humeri (på humerus)                   | Adduktion, inåtrotation och flexion av humerus                                            |
| M. pectoralis minor  | Costa III–V, vid revbensbrosken                                                                                               | korpnäbbsutskottet (processus coracoideus)                     | Fixerar, sänker nyckelbenet, stabiliserar skulderbladet genom att dra det mot bröstkorgen |
| M. subclavius        | Costa I | Nyckelbenets undersida                                         | Drar nyckelbenet nedåt                                                                    |
| M. serratus anterior | Costae I-VIII/IX | Margo medialis, angulus superior och Angulus inferior scapulae | sänkning (nedre delen), drag lateralt och framåt, rotation av skulderbladet               |

## Egentliga skuldermusklerna
| Muskel           | Ursprung                                                                                           | Fäste                        | Funktion |
| ---------------- | -------------------------------------------------------------------------------------------------- | ---------------------------- | --- |
| M. deltoideus    | Clavicula (pars clavicularis), Acromion (pars acromialis), Spina scapulae (pars scapulae spinalis) | Tuberositas deltoidea humeri | abduktion, flexion, extension, adduktion (främre delen), inåtrotation (främre delen), utåtrotation (bakre delen) |
| m. teres minor   | Margo lateralis                                                                                    | Tuberculum majus humeri      | utåtrotation |
| m. teres major   | Angulus inferior, margo lateralis                                                                  | Tuberculum minus humeri      | Extension, adduktion, inåtrotation                                                                               |
| m. subscapularis | Fossa subscapularis                                                                                | Tuberculum minus humeri      | inåtrotation |
| M. supraspinatus | Fossa supraspinata                                                                                 | Tuberculum majus humeri      | abduktion |
| M. infraspinatus | Fossa infraspinata                                                                                 | Tuberculum majus humeri      | utåtrotation |